# كارين كاتس
كارين كاتس (بالإنجليزية: Karen Katz)‏ هي كاتِبة وكاتبة للأطفال أمريكية، ولدت في 16 سبتمبر 1947 في نيوآرك في الولايات المتحدة.

## وصلات خارجية
- الموقع الرسمي
- كارين كاتس على موقع IMDb (الإنجليزية)